# Guangzhou Wschód
Guangzhou Wschód (chiń. 广州东站; pinyin Gǔangzhōu Dōngzhàn) – stacja kolejowa w Kantonie, w prowincji Guangdong, w Chinach. 
Ze stacji odjeżdżają pociągi dalekobieżne m.in. większość pocz. do Shenzhen (139 km), Hongkongu, niektóre do Szanghaju.
Funkcjonują też dworce: Guangzhou oraz Północny.
Dworzec obsługiwany jest przez linie metra nr 1 i 3.